# Santinho

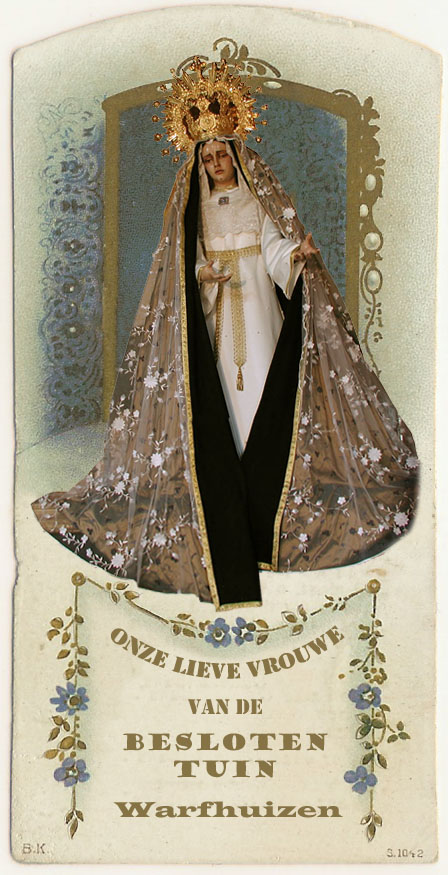
Santinho representando Santa Maria

Santinhos (por vezes também chamados de Pagelas devocionais) são pequenos cartões impressos que retratam devoções católicas, produzidos em massa para o uso dos seguidores religiosos. Eles representam tipicamente uma cena religiosa ou a figura de um santo em tamanho reduzido, para facilitar o transporte e a coleção, e no verso podem apresentar orações, dedicatórias ou homenagens. A circulação de tais santinhos é um importante meio de divulgação cultural religiosa para os católicos. Pinturas religiosas, antigas ou modernas, têm servido de tema para os santinhos, ao longo dos séculos.

## Histórico

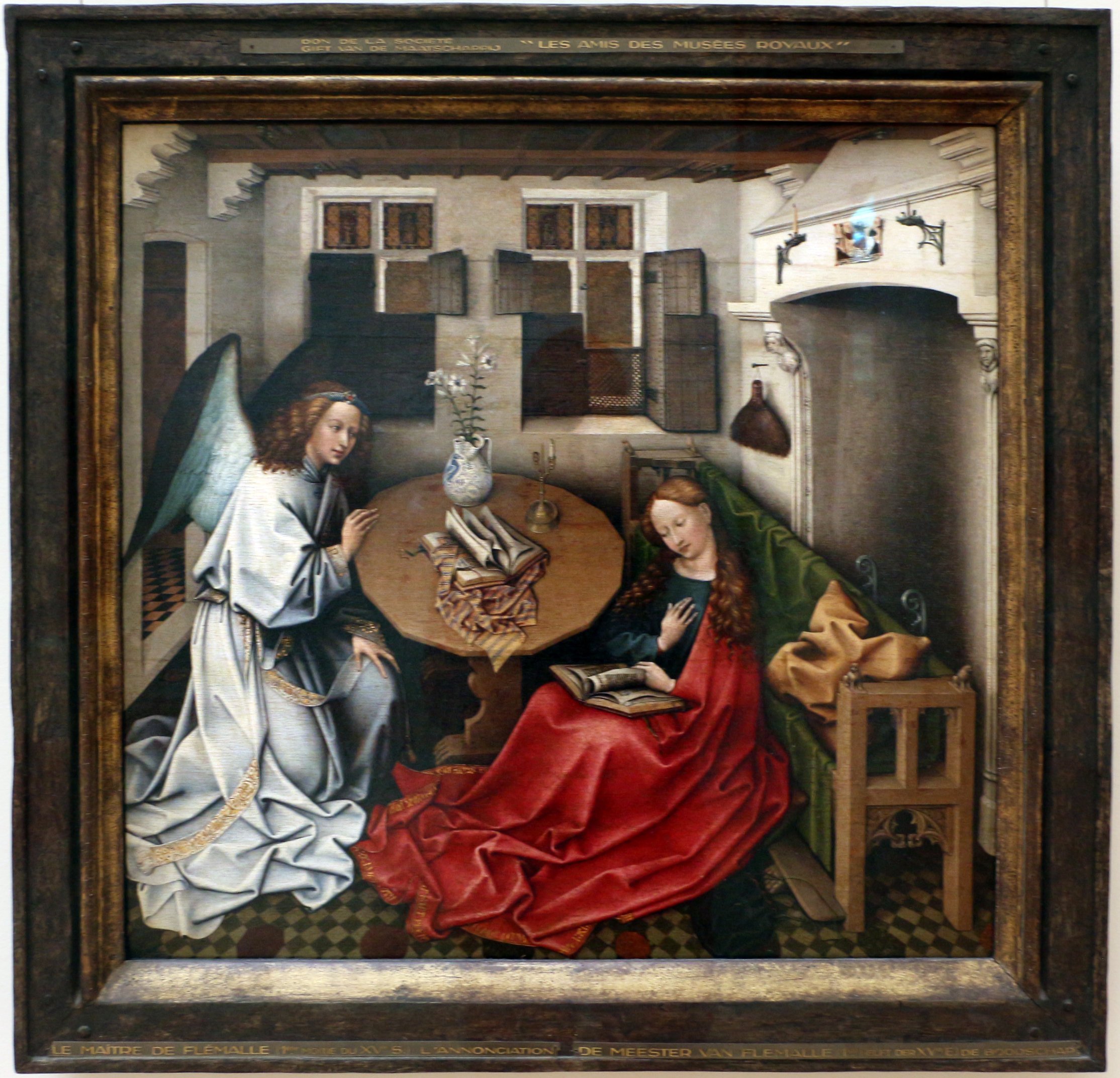
Anunciação, Mestre de Flemalle.

Antigas representações de cenas religiosas, inicialmente através de xilogravuras, tinham a mesma função dos santinhos; os mais antigos exemplos que sobreviveram datam de 1423, e são pintados à mão, representando São Cristóvão.
Posteriormente, gravuras ou água-fortes foram usadas, alguns trabalhados e com bordas rendadas. A invenção da litografia colorida ofereceu a possibilidade de reproduzir figuras coloridas com custo mais acessível, aumentando a circulação dos santinhos entre a população.
Um dos centros de manufatura de santinhos, inicialmente, foi a Igreja de São Sulpício, em Paris; Bélgica e Alemanha também se tornaram centros de manufatura, assim como a Itália, no século XX. Gráficas católicas, tais como “Bayard Presse”, na França, e “Ars Sacra”, na Alemanha, produziram santinhos em larga escala, sendo divulgados através de diversos países.
No fim do século XIX, alguns protestantes tentaram seguir a mesma ideia e oferecer imagens similares sobre suas crenças. Eles produziram santinhos com litografias retratando histórias bíblicas e parábolas, e no verso traziam um pequeno sermão.

## Objetivo
O objetivo primeiro do santinho é a divulgação da fé católica, promovendo, em especial, a veneração a determinado santo. Eventos religiosos especiais podem ser marcados com a divulgação de santinhos alusivos à data comemorativa, de forma a manter na cultura popular a lembrança sobre o evento.
Um outro objetivo seria a lembrança associada à devoção. Os católicos costumam imprimir santinhos e distribuí-los em funerais, como lembranças, eventualmente com uma fotografia da pessoa falecida no verso. Há, também, o costume de imprimi-los e distribuí-los como lembranças de batismos, primeira comunhão, crisma, casamentos, formaturas e outras datas comemorativas.
Outro uso para o santinho seria o pagamento de promessas, em que o religioso financia e promove a divulgação do santo de sua devoção, em retribuição a uma graça concedida.
O verso do santinho pode apresentar, eventualmente, palavras de uma oração, dedicatórias, homenagens, agradecimentos ou uma alusão a uma comemoração.